# محاصره هیجی‌یاما
محاصره هیجییاما (به ژاپنی: 比自山城の戦い hijiyama-jō no tatakai) یکی از جنگ‌های بسیار مهم اودا نوبوناگا به جهت به دست گرفتن ولایت ایگا در طول دوره سنگوکو بود. پس از یک محاصره طولانی، و با وجود چندین مانور موفق توسط مدافعان، قلعه در نهایت سقوط کرد و ویران شد.